# ولاية صكتو
ولاية صُكُتُو هي إحدى الولايات الست وثلاثين المكونة لنيجيريا. الإنجليزية هي اللغة الرسمية إلا أن الهوسا (المكتوبة بأبجدية عربية وأبجدية لاتينية) هي لغة التعامل اليومى بين غالبية السكان في جميع أنحاء الولاية. أشهر أبنائها أحمدو بللو، أبو استقلال نيجيريا.